# ISO/IEC 42010
ISO/IEC/IEEE 42010 Systems and software engineering―Architecture descriptionは、システムおよびソフトウェアのアーキテクチャ記述の国際規格である。 

## 概要
ISO/IEC/IEEE 42010は、システム、ソフトウェア、およびエンタープライズアーキテクチャ記述の要求仕様を定義している。アーキテクチャ記述の実践を標準化するために、用語や、アーキテクチャを表現、通信、およびレビューするための概念的基盤、およびアーキテクチャ記述、アーキテクチャフレームワーク、アーキテクチャ記述言語の適用における要求仕様を提示する。 
その前身であるIEEE 1471と同じく、この規格はアーキテクチャとアーキテクチャ記述を厳密に区別する。 
この記事におけるISO/IEC 42010の説明は、2011年に公開されたISO/IEC/IEEE 42010:2011に基づいている。 